# Capital Fort
Le Capital Fort est un gratte-ciel de 126 mètres de hauteur construit à Sofia en Bulgarie de 2010 à 2015
Il abrite des bureaux sur 27 étages.
C'est le deuxième plus haut édifice de Sofia après la Tour TV Kopitoto
Il fait partie du complexe Sofia Capital City qui comprendra un autre gratte-ciel, le Sky Fort de 202 mètres de hauteur, qui sera achevé en 2019
La surface de plancher de l'immeuble est de 80 300 m².
Les architectes sont la société britannique Atkins et l'agence A&A Architects.